# Woodrow Wyatt
Woodrow Lyle Wyatt, Barão Wyatt de Weeford (4 de julho de 1918 – 7 de dezembro de 1997) foi um político, jornalista e radiodifusor britânico.